# Julia Cæsar
Julia Maria Vilhelmina Cæsar (ur. 28 stycznia 1885 w Sztokholmie, zm. 18 lipca 1971 tamże) – szwedzka aktorka filmowa. Na przestrzeni lat 1913–1968 wystąpiła w 144 produkcjach.

## Wybrana filmografia
- Fram för lilla Märta (1945)
- Kryzys (Kris, 1946)
- Deszcz pada na naszą miłość (Det regnar på vår kärlek, 1946)
- Onsdagsväninnan (1946)
- Pippi Långstrump (1949)